# メンディ
メンディ（英: Mendi）は、パプアニューギニアの山岳地方の南部山岳州の州都。2011年の人口は9987人。石灰岩の山の上に位置する。国内で2番目に高い山であるギルウェ山が存在する。

## 人口
- 1980年9月22日：4130人
- 1990年7月11日：6207人
- 2000年7月9日：8413人
- 2011年7月10日：9987人

## 言語
- アンガル語（英語版）
- ケワ語（英語版）
- トク・ピシン語